# Franz Beckermann

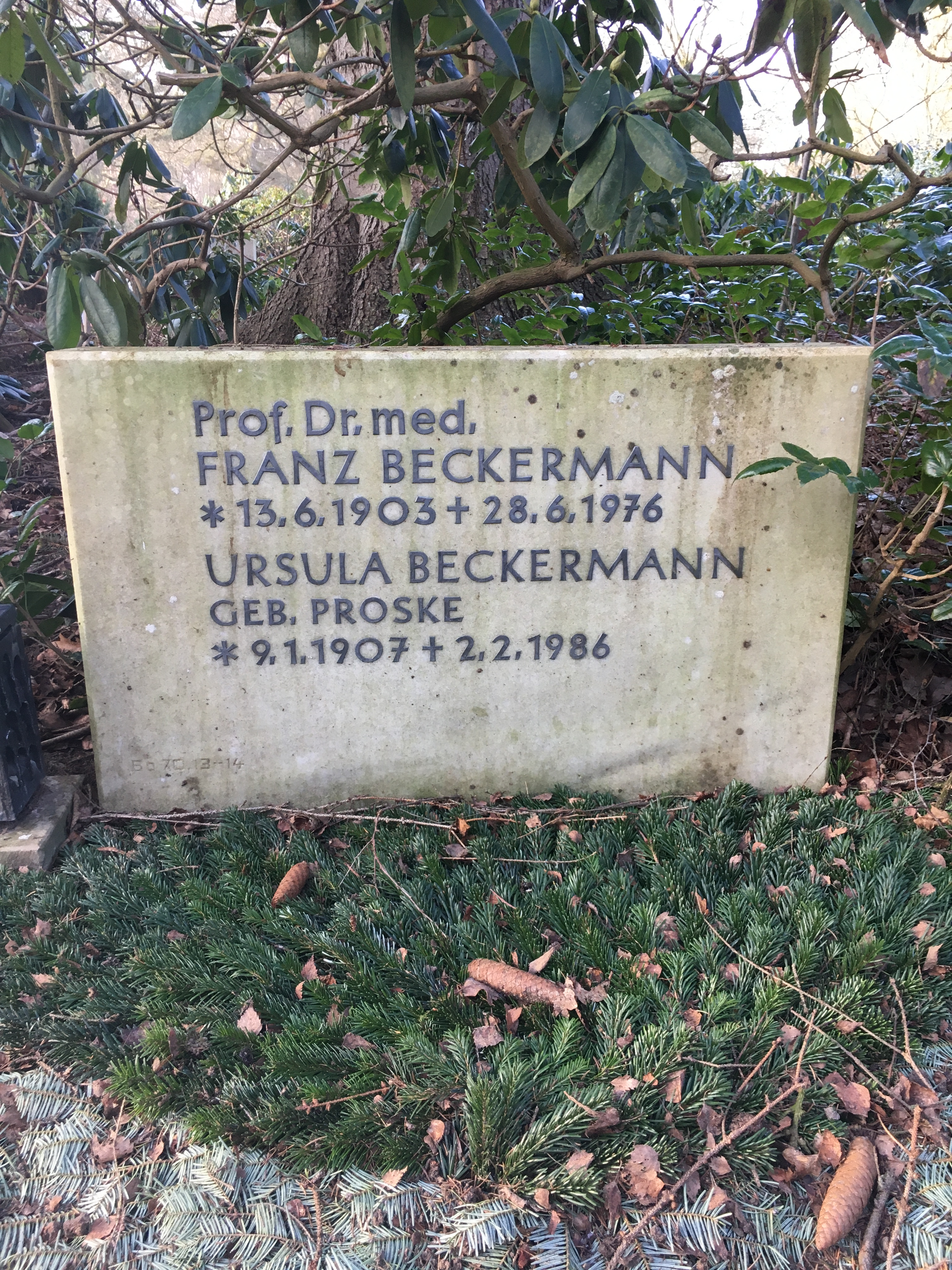
Grabstätte Franz Beckermann auf dem Friedhof Ohlsdorf

Franz Beckermann (* 13. Juni 1903 in Hohenwepel; † 28. Juni 1976 in Hamburg) war ein deutscher Internist und Hochschullehrer.

## Leben
Als Sohn eines Lehrers geboren, besuchte Franz Beckermann Gymnasien in Paderborn und Warburg. Nach dem Abitur, das er 1923 ablegte, studierte er in Berlin, München, Münster und Wien Medizin. Von 1929 bis 1935 war er bei den Städtischen Krankenanstalten Dortmund angestellt, zunächst als Assistenz-, später als Oberarzt. In letzterer Eigenschaft arbeitete Beckermann ab dem 1. April 1935 an der Medizinischen Universitätsklinik Hamburg-Eppendorf und leitete dort die Krankenpflegeschule.
Nachdem Beckermann bereits im November 1933 in die SA eingetreten war, wurde er 1935 Mitglied des NS-Lehrerbundes, 1937 schloss er sich der NSV an und 1940 dem Reichskolonialbund. Am 29. November 1939 beantragte Beckermann die Aufnahme in die NSDAP und wurde zum 1. Januar 1940 aufgenommen (Mitgliedsnummer 7.366.320). Vom Kriegsdienst war er wegen eines Beinleidens befreit.
1939 wurde Beckermann mit der Schrift Hepatoliengraphie mit Jodsol habilitiert und erhielt im Juli 1940 eine Dozentur für Innere Medizin. Ab 1946 lehrte er als außerplanmäßiger Professor. Gleichzeitig übernahm er die Leitung des Krankenhauses Heidberg, wo auf sein Betreiben hin eine Dialysestation eingerichtet wurde. Zeitweise war er Vorsitzender der Norddeutschen Tuberkulose-Gesellschaft. 1969 ging Beckermann in den Ruhestand, leitete allerdings 1971 noch einmal für kurze Zeit übergangsweise das Israelitische Krankenhaus. Die Bildhauerin und Medailleurin Doris Waschk-Balz schuf 1969 ein Porträt Beckermanns, das an seiner langjährigen Wirkungsstätte zu sehen ist.
Franz Beckermann verstarb zwei Wochen nach seinem 73. Geburtstag und wurde auf dem Friedhof Ohlsdorf im Planquadrat Bo 70 beigesetzt. 1981 ehrte ihn die Stadt Hamburg mit der Benennung des Beckermannwegs im Stadtteil Langenhorn.

## Veröffentlichungen (Auswahl)
- 1939: Hepatoliengraphie mit Jodsol (Habilitationsschrift)
- 1951: Über eine Typhusepidemie mit 156 Erkrankungen, Deutsche Medizinische Wochenschrift, Band 76, Heft Nr. 14
- 1954: Thrombose und Embolie, Hamburger Symposium über Blutgerinnung